# Penka Metodieva
Penka Metodieva (en bulgare Пенка Методиева), née le 12 octobre 1950 à Pernik est une joueuse bulgare de basket-ball, médaillée aux Jeux olympiques d'été de 1976 et de 1980. 

## Palmarès
- Médaillée de bronze olympique 1976
- Médaillée d'argent olympique 1980[2]